# Шок (коммуна)
Шок (норв. Skjåk) — коммуна в губернии Оппланн в Норвегии. Административный центр коммуны — город Бисму. Официальный язык коммуны — нюнорск. Население коммуны на 2007 год составляло 2331 чел. Площадь коммуны Шок — 2075,56 км², код-идентификатор — 0513.

## История населения коммуны
Население коммуны за последние 60 лет.

Статистика коммуны Шок

## Известные уроженцы
- Тор Орьясетер (1886—1968) — норвежский поэт и драматург[3].